# HD 101563
HD 101563，又名CD-28 9027，SAO 180098、HR 4498，是一颗恒星，视星等为6.44，位于銀經284.99，銀緯31.21，其B1900.0坐标为赤經11h 36m 10.3s，赤緯-28° 31.21′ 52″。